# Procaviopsylla divergens
Procaviopsylla divergens är en loppart som först beskrevs av Jordan et Rothschild 1908.  Procaviopsylla divergens ingår i släktet Procaviopsylla och familjen husloppor. Inga underarter finns listade i Catalogue of Life.